# Pethes János
Kecskeméti Pethes János (Kamocsa, 1857. február 25. – Kőszeg, 1928. március 30.) tanítóképző-intézeti igazgató, tanügyi író, újságíró.

## Élete
Pethes Lidia fia. Tanult Pápán a református főiskolában, Modorban az állami tanítóképzőben és Budapesten a pedagógiumban. Elemi iskolai tanító volt Felsőőrben (Vas vármegye) egy évig, Madaron (Komárom vármegye) kettőig. Polgáriskolai tanár volt Kőszegen (Vas vármegye); ahonnét egy év múlva a budapesti I. kerületi polgári iskolai tanítóképzőhöz nevezték ki gyakorlóiskolai tanítónak. 1885-ben saját kérelmére a csurgói állami tanítóképző segédtanárává neveztetett ki. 1893-ban a rendes tanárrá léptették elő és 1903-ban lévai állami tanítóképző igazgatójává nevezték ki. Neje Strausz Teréz volt.
Cikkeket írt a Pozsonyvidéki Lapokba (1877); a Komáromi Lapokba írt Tollagi álnév alatt 1882-1883-ban; a galgóczi Nemzeti Népiskolába (Tollagi Jónás név alatt is); 1883-ban névleg főmunkatársa, tényleg azonban szerkesztője volt a Kőszeg és Vidékének; később a Néptanítók Lapja, Felső Nép- és Polgáriskolai Közlöny, Iskolai Szemle; a győri Dunántúli Protestáns Közlöny, pápai Dunántuli Protest. Lap, soproni Evangélikus Népiskola, a pécsi Néptanoda, M. Pestalozzi, Független Ujság, M. Szó szintén hozták czikkeit, melyek különösen nevelés-történelmi és psychologiai tárgyuak voltak, a csurgói Iskolai Szemlében (1887. A népiskola tankönyvei), a Magyar Paedagogiában (1894. A magyar nyelvi póttanfolyamok).

## Művei
- Hangya könyvecske vagy utasítás a tanítók észszerű nevelésére. Írta Salzmann G. Keresztély, ford. Csurgó, 1889. (Ism. Prot. Egyh. és Isk. Lap 24. sz.).
- Kazinczy Ferencz mint paedagogus. Csurgó, 1890.
- Arany kalászok. B. Eötvös József műveiből összegyűjtve. Csurgó, 1890.
- Melanchton Fülöp élete. Jutalmazott pályamunka. Budapest, 1897. (Luther-társaság kiadványa XXVIII.).
- Tapasztalatok a gyermekek szellemi képességeinek fejlődéséről. Tiedemann után ford. Sopron, 1898.
- Vezérkönyv a számtanításhoz tanítók és tanítónövendékek számára. Az Ambros-Kopetzky-féle «Példatárak»-hoz alkalmazva. Nagy-Kanizsa, 1901.
- Gyermekpsychologia. A szülők, tanítók és tanítónövendékek számára. Budapest, 1901. (Népnevelők Könyvtára 7-9. Ism. Vasárnapi Ujság 14. sz.).
- Számtani példatár, a népiskolák VI. osztálya és ismétlő iskolák számára. Ambros és Kopetzky után. Nagy-Kanizsa, 1902.

## Álnevei és jegyei
P., Tollagi, Jónás, Yancsy, Kecskeméti János és (**).